# Herman Potočnik
Herman Potočnik, pseudonim „Hermann Noordung” (ur. 22 grudnia 1892 w Puli, zm. 27 sierpnia 1929 w Wiedniu) – słoweński inżynier rakietowy, uważany za jednego z wizjonerów i pionierów technologii kosmicznej (astronautyki). Jako pierwszy naukowiec rozważał możliwość umieszczenia stacji kosmicznej na orbicie geostacjonarnej.

## Życiorys
Potočnik urodził się w austro-węgierskim mieście portowym Pula w południowej części półwyspu Istria (obecnie w Chorwacji). Jego rodzice byli słoweńskiego pochodzenia etnicznego. Dorastał w Mariborze.
Studiował w akademii wojskowej technicznej w Mödling w Dolnej Austrii oraz na Politechnice w Wiedniu.

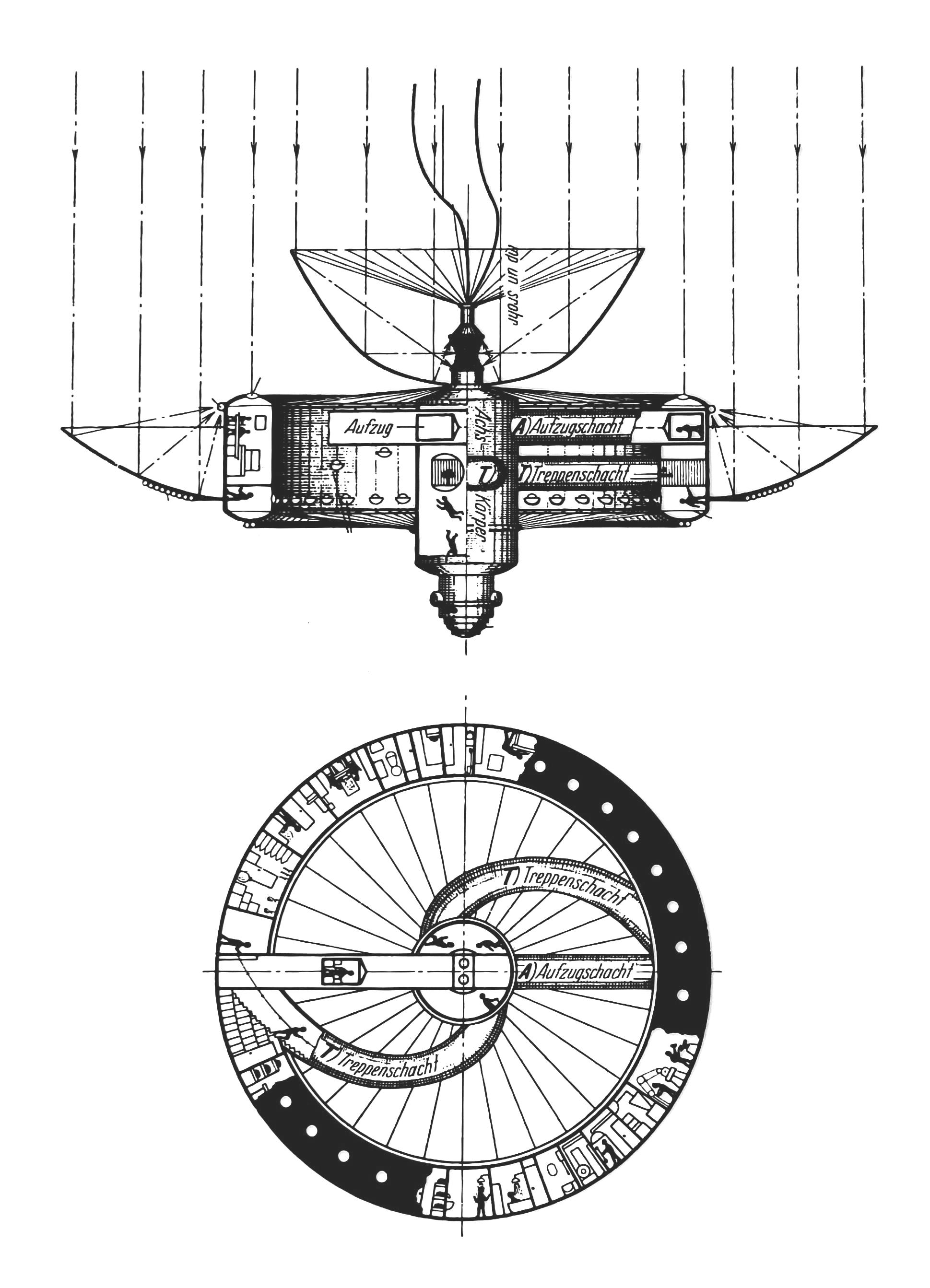
Schemat stacji kosmicznej z książki Potočnika Das Problem der Befahrung des Weltraums – der Raketen-Motor

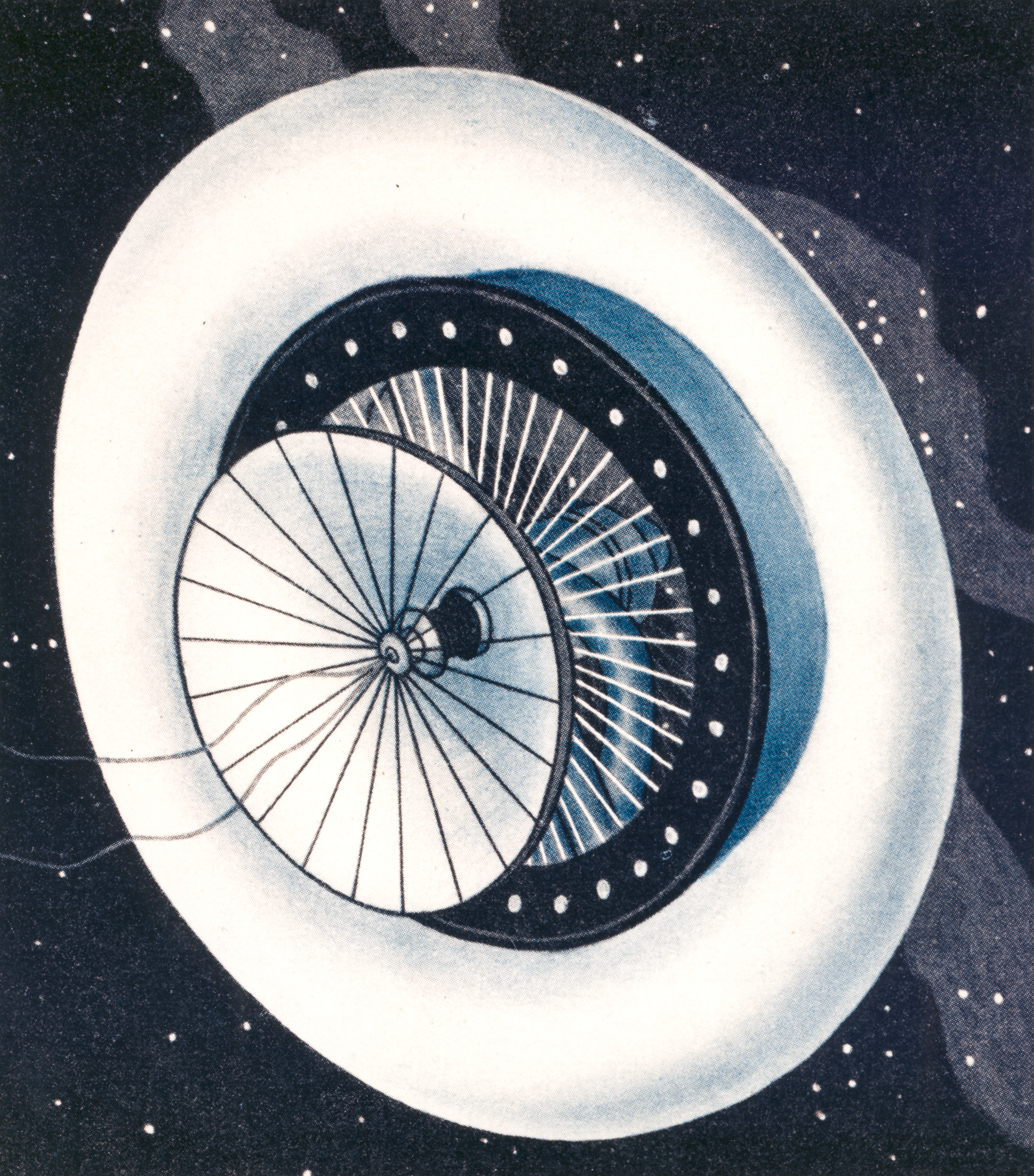
Wizja stacji kosmicznej zaproponowanej przez Potočnika

Pod koniec 1928 roku ukazała się jego jedyna książka Das Problem der Befahrung des Weltraums – der Raketen-Motor („Problem podróży kosmicznych – silnik rakietowy”). Jako pierwszy naukowiec rozważał w niej możliwość umieszczenia stacji kosmicznej na orbicie geostacjonarnej. Przeprowadził też pierwsze szczegółowe wyliczenia parametrów takiej orbity. Opisał wykorzystanie statków kosmicznych do prowadzenia szczegółowych obserwacji Ziemi zarówno w celach pokojowych, jak i do celów wojskowych, a także możliwości, jakie daje lot w przestrzeni kosmicznej do prowadzenia eksperymentów naukowych. Analizował kwestie wykorzystania skafandrów kosmicznych, możliwość stosowania odpowiedniej mieszanki gazów dla kosmonautów (innej od powietrza atmosferycznego), zabezpieczeń załogi statku kosmicznego na wypadek sytuacji awaryjnych (w tym komunikacji za pomocą radia) i  inne.
Książka Potočnika bywa uznawana za pierwszą kompleksową analizę załogowych lotów kosmicznych. W swej pracy opisał on projekt stacji kosmicznej, składającej się z koła mieszkalnego, elektrowni i obserwatorium.
Zmarł na zapalenie płuc 27 sierpnia 1929 roku w Wiedniu, w wieku 36 lat.

## Upamiętnienie
- Jego imię noszą ulice w Grazu i Lublanie.
- W grudniu 1992 roku w Austrii i Słowenii wypuszczono znaczki pocztowe dla uczczenia 100. rocznicy jego narodzin[7][4].
- W 1999 roku na Uniwersytecie w Mariborze zorganizowano dwudniowe sympozjum międzynarodowe poświęcone pamięci naukowca i jego dokonań – z okazji 70. rocznicy pierwszego wydania jego słynnej książki[7].
- Jego imię (pseudonim) nosi planetoida (19612) Noordung odkryta w 1999 roku w Obserwatorium Črni Vrh[3].
- Od jego pseudonimu nazwana jest słoweńska grupa teatralna Noordung (NSK)[a].
- W grudniu 2006 roku w Vitanju w Słowenii zostało otwarte centrum pamięci Herman Potočnik Noordung Memorial Centre (HPNMC)[2].
- 6 września 2012 roku w Vitanje w Słowenii zostało otwarte Kulturno središče evropskih vesoljskih tehnologij (Centrum Kultury Europejskich Technologii Kosmicznych; w skrócie KSEVT), również zainspirowane jego dokonaniami[8].